# Muurola
Muurola är en tätort (finska: taajama) i Rovaniemi stad (kommun) i landskapet Lappland i Finland. Fram till 2005 låg Muurola i Rovaniemi landskommun. Vid tätortsavgränsningen den 31 december 2021 hade Muurola 899 invånare och omfattade en landareal av 2,96 kvadratkilometer.